# Атомски мрав
Атомски мрав (енгл. Atom Ant) је цртани мрав и суперхерој којег је створила Хана и Барбера 1965. године. Емитован је заједно са Породицом Шалабајзерић. Поново је емитован на каналима Картун нетворк и Бумеранг у 1990-им и 2000-има.
Главни лик је црвени мрав који има само две танке ноге и две мишићаве руке, уместо шест релевантних удова карактеристичних за његову врсту. Обично је обучен у наранџасту дуксерицу са огромним словом А на грудима. На својој округлој глави носи белу кацигу причвршћену траком испод браде. У кациги су две рупе како би њихове антене могле да стрше кроз њих, кроз које прима сигнале невоље. Атомски мрав, упркос својој величини, може подизати тоне, кретати се великом брзином, летети и примати радио сигнале помоћу својих антена.

## Радња
Атомски мрав (глас му је позајмио Хауард Морис, а затим Дон Месик) је мрав суперхерој који се усмерава на село, где поседује мејнфрејм рачунар и опрему за вежбање. Његове моћи су летење, невероватна снага и нерањивост. Његова фраза је била „Горе и код њих, атомски мраве!". Често га је контактирала полиција, која га је послала на задатак.
Стално се показало да су полицијске снаге недовољно финансиране и неспособне, јер су се ослањале на атомског мрава да би обавиле све своје полицијске послове. Једина два полицајца су шеф полиције и заменик шефа. Одељење је поседовало само једно зарђало патролно возило. Атомски мрав се бори против разних негативаца.

## Списак епизода
| Бр. | Назив                   | Оригинални датум    |
| --- | ----------------------- | ------------------- |
| 1 | Злочинац и атомски мрав | 2. октобар 1965.    |
| Злочинац излази из затвора. Атомски мрав је послат да га поново ухвати. |                         |                     |
| 2 | Чудовиште               | 9. октобар 1965.    |
| Луди доктор ствара мали глобус који се повећава са сваким залогајем који се поједе. Атомски мрав треба да врати нормалну величину глобуса. |                         |                     |
| 3 | Крађа драгуља           | 16. октобар 1965.   |
| Украден је драгуљ. Атомски мрав мора да прође кроз разне замке како би ухватио лопова и вратио драгуљ. |                         |                     |
| 4 | Пљачка банки            | 23. октобар 1965.   |
| Директор циркуса пљачка многе банке не остављајући трага. Атомски мрав их прати како би вратио украдено. |                         |                     |
| 5 | Покварени робот         | 30. октобар 1965.   |
| Робот се квари и уништава ствари на свом путу. Атомски мрав треба да уништи робота, а затим га поправи. |                         |                     |
| 6 | Пљачка                  | 6. новембар 1965.   |
| Два разбојника крећу у пљачку, Атомски мрав мора да их заустави. |                         |                     |
| 7 | Мрав Мута               | 13. новембар 1965.  |
| Два злочинца шаљу мрава Мута да посматра Атомског мрава, али њих двоје се спријатеље |                         |                     |
| 8 | Најбржи мрав на Западу  | 20. новембар 1965.  |
| Атомског мрава позива градски шериф да се побрине за злочинца који не одустаје лако. |                         |                     |
| 9 | Крађа идентитета        | 27. новембар 1965.  |
| Атомском мраву краду идентитет и искоришћавају га за пљачку, али он их разоткрива |                         |                     |
| 10 | Крађа пса               | 4. децембар 1965.   |
| Украден је пас који је освојио прво место на изложби паса, Атомски мрав креће да га пронађе и врати назад. |                         |                     |
| 11 | Змај                    | 11. децембар 1965.  |
| Доктор ставља Атомског мрава у времеплов, пребацујући га у период Артура. Атомски мрав треба да спасе краљевство од змаја пре него што се врати у своје време.                                                                                                 |                         |                     |
| 12 | Велики трик             | 18. децембар 1965.  |
| Атомски мрав се бори против доктора у свом гигатском роботу. Доктор покушава да извади мрава из робота помоћу његове слабости - пикника. |                         |                     |
| 13 | Глумац                  | 25. децембар 1965.  |
| Атомски мрав помаже глумцу како би изгледао искрено пред публиком, поготово у пљачки банке. |                         |                     |
| 14 | Пикник                  | 1. јануар 1966.     |
| Атомски мрав се бори против мравињака који нападају пикник. |                         |                     |
| 15 | Музејски диносаурус     | 8. јануар 1966.     |
| Атомски мрав добија музејског диносаура, којег је оживео гром. Мора да га заустави пре него што буде прекасно. |                         |                     |
| 16 | Забавни парк            | 15. јануар 1966.    |
| Атомски мрав мора да натера професора да направи забавни парк који је обећао. |                         |                     |
| 17 | Борба са биковима       | 22. јануар 1966.    |
| На одмору у Мексику, Атомски мрав помаже човеку да се припреми за борбу са биковима како би освојио руку своје вољене. |                         |                     |
| 18 | Термити                 | 29. јануар 1966.    |
| Професор додељује задатак Атомском мраву да ухвати његове термите. |                         |                     |
| 19 | Луди научник            | 5. фебруар 1966.    |
| Луди научник се клонирао осам пута уз помоћ митских девет мачјих живота и Атомски мрав мора да га заустави. |                         |                     |
| 20 | Колонија мрава          | 12. фебруар 1966.   |
| Атомски мрав помаже војничким мравима у борби против црвене колоније мрава. Изазива сина поглавара да измири две колоније мрава. |                         |                     |
| 21 | Црни витез              | 10. септембар 1966. |
| Атомски мрав се враћа у средњи век да помогне краљевству да се бори са злим црним витезом. |                         |                     |
| 22 | Птеродактил             | 17. септембар 1966. |
| Птеродактил дивља градом и Атомски мрав мора да га заустави. |                         |                     |
| 23 | Хеликоптер              | 24. септембар 1966. |
| Зграде окупира хеликоптер. Атомски мрав спашава градску скупштину, а затим полицију. |                         |                     |
| 24 | Мачка                   | 1. октобар 1966.    |
| Миш моли Атомског мрава да му помогне и заштити га од мачке. Он спречава мачку да даље гњави миша, али тада мачка почне да прогони пса. |                         |                     |
| 25 | Кинк Конк               | 8. октобар 1966.    |
| Атомски мрав се бори против џиновске гориле по имену Кинк Конк, који Њујорк третира као играчку. Атомски мрав на крају отера горилу. |                         |                     |
| 26 | Јаје                    | 15. октобар 1966.   |
| На периферији Баварске, Атомски мрав спашава село од јајета који пада са планине из свог гнезда. Он враћа јаје натраг у гнездо, кад га мајка угледа и погрешно схвата да јој је он украо јаје и напада Атомског мрава. Напад престаје када јаје почне да пуца. |                         |                     |

## Остала појављивања
- Картун нетворк је направио кратак цртани Groovies у којем се појављује Атомски мрав. Емитован је на Бумерангу до 1. јуна 2014. године.
- Атомски мрав се појављује у телевизијској реклами за Метлајф која је емитована 2012. године.
- Фразу Атомског мрава користи и суперхерој Радиоактивни човек из Симпсонова.[1]
- Агенција за заштиту животне средине Сједињених Држава је приказала Атомског мрава као окривљеног за радиоактивно загађење.

## Улоге
| Лик             | Глумац        | Сезона       |
| --------------- | ------------- | ------------ |
| Атомски мрав    | Хауард Морис  | Прва сезона  |
| Атомски мрав    | Дон Месик     | Друга сезона |
| Приповедач      | Џон Стивенсон |              |
| Додатни гласови | Алан Мелвин   |              |

## Продукција
- Режија и продукција - Џозеф Барбера и Вилијам Хана
- Композитор - Тед Николс
- Гласови - Дон Месик, Хауард Морис, Џенет Валдо, Анри Корден, Алан Мелвин, Пол Фрес, Мел Бланк